# Reproduktionsmedicin
Reproduktionsmedicin är en gren inom medicin som specialiserar på förebyggande, diagnosställning och hanterande av sjukdomar och problem i reproduktionssystemet som ofrivillig barnlöshet, hormonrubbningar, kromosomavvikelser och missbildningar, som kan vara fertilitetspåverkande. Målen är att bidra till en bättre förståelse av orsakerna till sjukdomar i reproduktionssystemet, utveckling av nya terapiformer och preventiva åtgärder inom reproduktiv hälsa. Reproduktionsmedicin är ett interdisciplinärt område som innefattar bland annat anatomi, fysiologi, gynekologi och endokrinologi samt omfattar aspekter av molekylärbiologi, biokemi och patologi.